# Pareuthyphlebs popovi
Pareuthyphlebs popovi es una especie de mantis de la familia Toxoderidae.

## Distribución geográfica
Se encuentra en Arabia Saudita.